# Implant de càrrega immediata
Un implant de càrrega immediata en implantologia dental és la col·locació de pròtesis en el mateix moment que s'insereixen els implants o bé dintre d'un període de 72 hores després de la seva col·locació. Aquest tipus de càrrega ha de ser en oclusió central. En cas de no fer-se així parlaríem d'una provisionalització immediata perquè no estarien rebent les forces oclusals dels antagonistes. La càrrega primerenca és aquella que es fa abans dels tres mesos de la col·locació dels implants a la mandíbula i sis mesos abans al maxil·lar superior, període a partir del qual es considera que la càrrega és diferida, la tradicional.
Els implants dentals són unes fixacions de diferents materials que es col·loquen a l'os maxil·lar, amb la finalitat de substituir les arrels de les peces dentals perdudes, cosa que permet substituir la peça natural per una peça artificial de millor funcionalitat i una estètica igual o millor. Per tant, l'implant dental és una base artificial que reemplaça l'arrel de la dent natural. El cos o l'arrel de l'implant s'introdueix quirúrgicament a la mandíbula o al maxil·lar mitjançant un senzill procediment. Al cap d'unes sis setmanes l'implant cicatritza i l'os solda. Després d'aquest temps d'espera es col·loca la corona sobre l'implant ja fixat.
L'evolució que ha sofert el tractament de la superfície dels implants i la demanda creixent dels pacients per obtenir la restauració al més aviat possible, han portat a escurçar els temps d'osteointegració. Evidentment aquests implants no són osteointegrats segons el concepte tradicional, però sí que reuneixen una sèrie de condicions que possibiliten que el percentatge d'èxit sigui molt elevat, en part gràcies a l'aforisme "la funció fa l'òrgan" de Lamarck; la mateixa pressió derivada de la masticació accelera el procés d'osteointegració.

## Història
El concepte de càrrega immediata va ser dut a la pràctica d'una manera empírica pel metge brasiler Leonard Linkow a la dècada dels 1970, i molt posteriorment Ingevark Branemark va reprendre la idea i la va aplicar mitjançant el seu sistema Novum, presentat a Goteborg en 1999 i basat en la ferulització dels implants col·locats mitjançant una plataforma de titani, de manera que es reparteixin les càrregues al mastegar. Aquest procediment és vàlid exclusivament a nivell mandibular i es basa en el concepte de la repartició de les càrregues masticatòries sobre aquests implants que han adquirit una estabilitat primària ideal. Els factors que permeten indicar aquesta càrrega immediata, no basant-se exclusivament en el sistema Novum de Branemark sinó fins i tot en restauracions unitàries, comprenen una sèrie de condicions tant del pacient com de la tècnica quirúrgica usada en la col·locació de l'implant.

## Estabilitat primària de l'implant, càrregues adequades i superfícies
Tant la qualitat com la quantitat d'os, així com la tècnica atraumàtica de preparació dels llits implantaris, influiran positivament a l'estabilitat de l'implant. Aquest ha de ser inserit amb un toc d'entre 35 i 50 Ncm.
El pla de tractament ha d'observar i reduir potencials factors de càrrega negatius com els cantilevers (límits de la pròtesi que excedeixen la superfície de fixació de l'implant), contactes oclusals, laterals, males oclusions o hàbits parafuncionals com el bruxisme. En algunes situacions el contacte oclusal ha de reduir-se o obviar-se durant dos o tres mesos. És preferible una disposició espacial tripoidea que permeti ferulitzar els implants i repartir així les càrregues masticatòries. L'orientació de l'eix dels implants respecte de les superfícies masticatòries de les peces de l'arcada oposada és extremadament important a l'hora de transmetre les forces de càrrega a aquestes superfícies.
Molts dels tractaments de superfície d'implants, com la capa de recobriment mitjançant òxid de titani o TiUnite, i unes altres amb gran capacitat osteoconductiva, promouen l'estabilitat de l'implant durant la seva curació. Si les condicions òssies i dels teixits tous adjacents són favorables els resultats estètics no han de variar respecte del procediment diferit. No obstant això, es recomana col·locar el pilar estètic al moment de la cirurgia per optimitzar resultats.

## Tècniques avançades: TTFA
A més existeixen tècniques d'implantologia immediata com l'anomenada TTFA (Arch TeethToday Full Arch). És un tractament exclusiu i que ha estat desenvolupat conjuntament per cirurgians i dentistes. Fins al moment només s'implanta en algunes clíniques dentals avançades. La TTFA és la forma de recuperar la funcionalitat i estètica de tot en un arc dental en una sola sessió. L'arc dental o dentari és l'òrgan en forma d'arc i situat a la vora del maxil·lar, compost per les peces dentals. Quan falten totes o gairebé totes les peces dentals, és possible procedir amb aquesta tècnica. Una intervenció de TTFA consta de quatre fases i el procediment dura al voltant de quatre hores, encara que el pacient tindrà la sensació que han transcorregut només uns trenta minuts, per efecte de la sedació.
El primer pas del procediment serà la sedació del pacient per part d'un anestesista expert. Aquest especialista s'encarregarà d'administrar sedació dental conscient perquè el pacient quedi en un estat de profunda relaxació similar a la son i exempt de dolor. Immediatament després es procedeix amb la intervenció quirúrgica, que s'inicia extraient les peces dentals no funcionals que poguessin quedar-li al pacient. Lliure de dents l'arc dental, el cirurgià procedeix a posar entre quatre i sis implants dentals per arc, que serviran de subjecció a la pròtesi dental. Es tracta d'inserir quirúrgicament els ancoratges. Una vegada fixat el suport, el cirurgià pot procedir a fixar la pròtesi sobre els implants de càrrega immediata.

## Criteris d'inclusió o exclusió en el procés de càrrega immediata
- Els criteris d'inclusió i exclusió dels pacients per a la càrrega immediata dels implants són els següents:
- El pacient ha d'estar en condicions saludables, tot mantenint una actitud de col·laboració amb el professional i una bona higiene oral.
- Ha d'haver-hi un correcte estat gingival, periodental i periapical de les dents adjacents.
- Normoclusió.
- Absència de patologia apical a la zona del llit de l'implant.
- Ha d'existir un espai intermaxilar suficient per col·locar l'implant, el pilar i la restauració.
- El volum de l'os i la densitat han de ser els adequats.
- Absència d'hàbits parafuncionals (com bruxisme).
- En qualsevol d'aquests casos el professional ha de ser qui decideixi en darrera instància i segons les circumstàncies quirúrgiques la possibilitat de fer la càrrega immediata o, si convé més, retardar el procediment.